# Giovanni Bertini (politico)
Giovanni Bertini (Prato, 24 maggio 1878 – Bologna, 29 dicembre 1949) è stato un politico e avvocato italiano, tra i fondatori del Partito Popolare Italiano di Luigi Sturzo.

## Biografia
Nel 1919 partecipa, con don Sturzo, alla fondazione del partito che segnerà l'ufficializzazione dell'impegno politico attivo dei cattolici: il PPI.
Per i Popolari, sarà ministro dell'agricoltura dei governi Facta I e II e deputato per tre legislature del Regno d'Italia.
Dopo la notte del fascismo e la seconda guerra mondiale sarà deputato dell'Assemblea costituente per la Democrazia Cristiana e senatore della I legislatura della Repubblica Italiana. Muore da parlamentare in carica il 29 dicembre 1949, all'età di 71 anni.